# Lipnik (Basses-Carpates)
Pour les articles homonymes, voir Lipnik.
Lipnik est un village du sud-est de la Pologne dans la voïvodie des Basses-Carpates. Il fait partie de la gmina de Kańczuga (commune urbaine-rurale) et du powiat de Przeworsk. La population du village s'élevait à 185 habitants en 2011.

## Géographie
Lipnik se situe à environ à 6,2 km de Kańczuga, 14,2 km de Przeworsk la capitale du powiat et 23,8 km de Rzeszów la capitale régionale.